# Glory by Honor XII
Glory By Honor XII est un pay-per-view de catch produit par la Ring of Honor (ROH), qui était disponible uniquement en ligne. Le PPV se déroula le 26 octobre 2013 au Frontier Fieldhouse à Chicago Ridge, dans l'Illinois. C'était le 12e Glory By Honor de l'histoire de la ROH.

## Contexte
Les spectacles de la Ring of Honor en paiement à la séance sont constitués de matchs aux résultats prédéterminés par les scénaristes de la ROH. Ces rencontres sont justifiées par des storylines - une rivalité avec un catcheur, la plupart du temps - ou par des qualifications survenues au cours de shows précédant l'évènement. Tous les catcheurs possèdent un gimmick, c'est-à-dire qu'ils incarnent un personnage face (gentil) ou heel (méchant), qui évolue au fil des rencontres. Un pay-per-view comme Glory by Honor est donc un événement tournant pour les différentes storylines en cours.

## Résultats
| #                                                                | Matchs, | Stipulation                                                                    | Durée   |
| ---------------------------------------------------------------- | --- | ------------------------------------------------------------------------------ | ------- |
| Dark                                                             | The Romantic touch bat Will Ferrara | Match simple                                                                   |         |
| Dark                                                             | MsChif bat Kasie Rae | Match simple                                                                   |         |
| 1                                                                | Silas Young bat Mark Briscoe | Match simple                                                                   | 8:59    |
| 2                                                                | Jimmy Jacobs battent Adam Page | Match simple                                                                   | 11:51   |
| 3                                                                | Michael Bennett (avec Maria Kanellis) bat Kevin Steen * | Match simple                                                                   | 12:07   |
| 4                                                                | Tommaso Ciampa bat Jesse Sorensen | Match simple                                                                   | 8:59    |
| 5                                                                | Outlaw Inc. (Eddie Kingston et Homicide) battent Adrenaline Rush (ACH et Tadarius Thomas) | Tag team match                                                                 | 8:13    |
| 6                                                                | Paul London bat Roderick Strong | Match simple                                                                   | 15:21   |
| 7                                                                | Team All-Star (Jay Lethal, Michael Elgin & C&C Wrestle Factory (Caprice Coleman et Cedric Alexander)) battent Team Champions (Adam Cole, Matt Taven & reDRagon (Bobby Fish et Kyle O'Reilly) ** | Champions vs. All-Stars : Eight-man elimination tag team match - 2 hours limit | 1:13:00 |
| (c) désigne le(s) champion(s) défendant son titre dans le match. | |                                                                                |         |

- *Lisa Varon, invitée spéciale du show, attaqua Maria Kanellis après le match. C'est sa première apparition depuis son départ de la TNA[3].
- **Michael Elgin devient challenger n°1 pour le ROH World Championship, détenu par Adam Cole, car c'est lui a effectué le plus d'éliminations durant ce match. Peu après le match, Jay Briscoe attaqua Adam Cole et Michael Elgin et clame qu'il est le vrai champion de la Ring of Honor et montre une nouvelle ceinture customisée du ROH World Championship.

### 8-man Elimination Tag Team Match
| # | Élimination      | Éliminé par   |
| - | ---------------- | ------------- |
| 1 | Cedric Alexander | Adam Cole     |
| 2 | Caprice Coleman  | Adam Cole     |
| 3 | Kyle O'Reilly    | Michael Elgin |
| 4 | Jay Lethal       | Adam Cole     |
| 5 | Matt Taven       | Michael Elgin |
| 6 | Bobby Fish       | Michael Elgin |
| 7 | Adam Cole        | Michael Elgin |